# Nikolaï Rybnikov
Pour les articles homonymes, voir Rybnikov.
Nikolaï Nikolaïevitch Rybnikov (en russe : Никола́й Никола́евич Ры́бников), né le 13 décembre 1930 à Borissoglebsk et mort le 22 octobre 1990 à Moscou, est un acteur soviétique. Artiste du Peuple de la république socialiste fédérative soviétique de Russie en 1981.

## Biographie
Nikolaï Rybnikov est né à Borissoglebsk dans l'oblast du Centre-Tchernoziom (aujourd'hui l'oblast de Voronej). Son père Nikolaï Nikolaïevitch Rybnikov était plombier, la mère Klavdia Aleksandrovna - mère au foyer. D'autres sources indiquent que son père était également acteur. Nikolaï est allé à l'école de son village natal. Après la mort de la mère, en 1944, avec son père ils s'installèrent à Stalingrad. Nikolaï a poursuivi ses études à l'école des chemins de fer où il jouait également dans la troupe du théâtre amateur. Il a entamé les études de médecine, mais en 1948 partit pour Moscou pour passer le concours d'entrée de l'Institut national de la cinématographie. Il est pris dans la classe de maître de Sergueï Guerassimov et Tamara Makarova. Le film Quel jeu merveilleux (Какая чудная игра) de Piotr Todorovski tourné en 1995 évoque un épisode des années étudiantes de Rybnikov. Son goût pour les canulars lui joue un mauvais tour quand il annonce, en imitant la voix de Levitan la baisse des prix des produits alimentaires et de l'alcool à la station radiophonique de l'école. L'administration décide de le chasser du VGIK et du Komsomol, mais la protection de ses professeurs fait qu'on le gracie finalement.
Dès 1953, il fait partie de la troupe du Théâtre national d'acteur de cinéma. Son début cinématographique a lieu dans le film L’Équipe de notre rue d'Alexeï Maslioukov en 1953. Il tourne ensuite d'autres films comme Une étrange trouvaille (1953), Joueur de réserve (1954) avant de rencontrer un grand succès avec le mélodrame Le Printemps dans la rue Zaretchnaïa en 1956. Rybnikov enchaîne les rôles de garçons attachants issus du peuple évoluant dans le milieu industriel et se contentant de peu de confort, projetant ainsi l'image de jeunesse soviétique optimiste, tournée vers l'avenir. Il devient l'idole de la génération des années 1950-1960. Les chansons qu'il interprète sont chantées par tous. Son dernier grand succès est dans la comédie Les Filles en 1962. Il est distingué artiste émérite de la république socialiste fédérative soviétique de Russie en 1964.
Après, les rôles principaux sont devenus plus rares. Avec le temps, Rybnikov commence à accepter les épisodes. Il fait toutefois une apparition remarquable dans le film Epouser un capitaine en 1985. 
Lorsqu'il était moins employé au cinéma, Rybnikov se consacrait au jardinage à sa datcha. Il avait une grande passion pour la cuisine et la préparation de conserves de légumes. Le 22 octobre 1990, l'acteur est rentré chez lui après la bania et s'est assoupi après un petit verre de cognac. Il est mort d'une crise cardiaque survenue dans son sommeil. Il est inhumé au cimetière Troïekourovskoïe de Moscou.

## Filmographie
- 1953 : L’Équipe de notre rue (Команда с нашей улицы) d'Alexeï Maslioukov
- 1953 : Une étrange trouvaille (Таинственная находка) de Boris Bouneïev
- 1954 : Joueur de réserve (Запасной игрок) de Semion Timochenko
- 1954 : Jeunesse inquiète (Тревожная молодость) d'Alexandre Alov, Vladimir Naoumov
- 1955 : La Parenté étrangère (Чужая родня) de Mikhaïl Schweitzer
- 1956 : Le Chemin de la vérité (Дорога правды) de Yan Frid
- 1956 : Le Printemps dans la rue Zaretchnaïa (Весна на Заречной улице) de Marlen Khoutsiev
- 1957 : Jeune fille sans adresse (Девушка без адреса) d'Eldar Riazanov
- 1957 : Du côté de chez nous (Рядом с нами) d'Adolphe Bergunker
- 1957 : La Hauteur (Высота) d'Alexandre Zarkhi
- 1958 : La Sorcière (Ведьма) d'Alexandre Abramov
- 1958 : Kotchoubeï (Кочубей) de Youri Ozerov
- 1959 : Voie lactée d'Isaac Chmarouk
- 1960 : Normandie-Niémen (Нормандия — Неман) de Jean Dréville
- 1961 : Deux vies (Две жизни) de Leonid Loukov
- 1961 : Les Filles (Девчата) de Youri Tchouloukine
- 1963 : Le Ciel leur est soumis (Им покоряется небо) de Tatiana Lioznova
- 1964 : Les Joueurs de hockey (Хоккеисты) de Rafaïl Goldine
- 1965 : Guerre et Paix (Война и мир) de Serge Bondartchouk
- 1966 : Le Rêve de l'oncle (Дядюшкин сон) de Constantin Voïnov
- 1967 : Réveillez Moukhine (Разбудите Мухина!) de Yakov Segel
- 1968 : Longue journée de Kolka Pavlov (Длинный день Кольки Павлюкова) de Constantin Bromberg
- 1969 : Vieille connaissance (Старый знакомый) d'Igor Ilinski et Arkadi Koltsaty
- 1971 : Le Septième ciel (Седьмое небо) d'Edouard Botcharov
- 1971 : Libération (Освобождение) de Youri Ozerov
- 1972 : La Maison de marbre (Мраморный дом) de Boris Grigoriev
- 1972 : Le Cercle (Круг) d'Herbert Rappaport
- 1974 : Parce que j'aime (Потому что люблю) d'Igor Dobrolioubov
- 1975 : La Famille Ivanov (Семья Ивановых) d'Alexeï Saltykov
- 1976 : Distraction pour les petits vieux (Развлечение для старичков) d'Andreï Razoumovski
- 1977 : Il y a une idée (Есть идея!) de Vladimir Bytchkov
- 1977 : La Deuxième tentative de Viktor Krokhine (Вторая попытка Виктора Крохина) d'Igor Chechoukov
- 1978 : En partant, pars (Уходя уходи) de Viktor Tregoubovitch
- 1979 : La Dernière partie de chasse (Последняя охота) d'Igor Chechoukov
- 1979 : Le Deuxième printemps (Вторая весна) de Vladimir Venguerov
- 1981 : Ici Khortytsia (Я — Хортица) d'Alexandre Iguichev
- 1981 : Sois heureux, mon cher ! (Будь здоров, дорогой !) de Tamaz Gomelaouri, Vakhtang Kikabidze
- 1985 : Épouser un capitaine (Выйти замуж за капитана) de Vitali Melnikov
- 1987 : L'Equipage de nuit (Ночной экипаж) de Boris Tokarev
- 1988 : Zone interdite (Запретная зона) de Nikolaï Goubenko : Alexandre Stepanovitch Ivantsov, président de la Commission régionale extraordinaire
- 1989 : Détective privé, ou L'Opération "Coopération" (Частный детектив, или Операция «Кооперация») de Leonid Gaïdaï
- 1991 : Vade Retro! (Изыди!) de Dmitri Astrakhan